# Кинотавр 2014
25-й Кинотавр проходил с 1 по 8 июня 2014 года.

## Жюри
- Андрей Звягинцев, режиссёр — председатель
- Юрий Колокольников, актёр
- Елена Лядова, актриса
- Влад Опельянц, оператор
- Денис Родимин, сценарист
- Сергей Чумаков, актёр
- Алена Чумакова, критик

## Официальная программа

### Основной конкурс
- 21 день, реж. Тамара Дондурей
- Белая белая ночь, реж. Рамиль Салахутдинов
- Велкам хом, реж. Ангелина Никонова
- До свидания мама, реж. Светлана Проскурина
- Дурак, реж. Юрий Быков
- Ещё один год, реж. Оксана Бычкова
- Звезда, реж. Анна Меликян
- Испытание, реж. Александр Котт
- Как меня зовут, реж. Нигина Сайфуллаева
- Кино про Алексеева, реж. Михаил Сегал
- Класс коррекции, реж. Иван И. Твердовский
- Комбинат "Надежда", реж. Наталия Мещанинова
- Спроси меня, реж. Вера Харыбина
- Ч/Б, реж. Евгений Шелякин

## Награды фестиваля[1]
- Главный приз: Испытание, реж. Александр Котт
- Приз за лучшую режиссуру: Звезда, Анна Меликян
- Приз за лучшую женскую роль: Северия Янушаускайте, Звезда
- Приз за лучшую мужскую роль: Алексей Филимонов, Ещё один год
- Приз за лучшую операторскую работу: Леван Капанадзе, Испытание
- Приз им. Г. Горина «За лучший сценарий»: Юрий Быков — Дурак
- Приз им. М. Таривердиева «За лучшую музыку к фильму»: До свидания, мама, реж. Светлана Проскурина
- Приз конкурса «Кинотавр. Дебют»: Класс коррекции, реж. Иван Твердовский